# 矢吹泉崎バスストップ

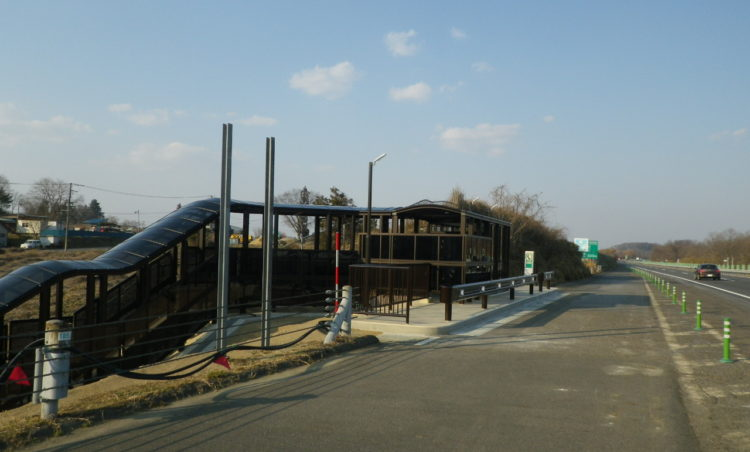
矢吹泉崎バスストップ（下り線側）待合室

矢吹泉崎バスストップ（やぶきいずみざきバスストップ）は、福島県西白河郡泉崎村にある東北自動車道のバス停留所である。国道4号と東北自動車道が交差する付近にある。2019年8月1日より運用開始された。

## 停車する路線
- 福島交通
  - あぶくま号（新宿 ‐ 郡山間）JRバス東北と共同運行
  - あだたら号（新越谷・浦和美園 ‐ 郡山間）東武バスセントラルと共同運行
  - ギャラクシー号（大阪・京都 ‐ 郡山・福島間）近鉄バスと共同運行

## 周辺
- 高速バス利用者用無料駐車場[2]
- 東北本線泉崎駅 - 南東へ約4km（徒歩約50～60分、車で10分弱）
- セブンイレブン矢吹インター店

## 隣
E4 東北自動車道
(14) 白河IC - (14-1) 白河中央SIC - 阿武隈PA - 矢吹泉崎BS - (15) 矢吹IC
福島交通
- あぶくま号　
  - 西郷BS - 矢吹泉崎BS - 須賀川営業所
- あだたら号
  - 西郷BS - 矢吹泉崎BS - 須賀川営業所
- ギャラクシー号
  - 西郷BS - 矢吹泉崎BS - 須賀川営業所